# 西赫托拉節
西赫托拉節或妥拉節（希伯來語：שמחת תורה），是猶太教節日，又稱誦經節、轉經節、律法節或歡慶聖法節（Rejoicing of the law）。其希伯來語意為“沉浸在律法中的喜悅”。西赫托拉節是以《妥拉》為中心，宗教氣氛表現了會眾對學習《托拉》之承諾和熱愛之情感。

## 節期
按猶太曆，住棚節是在秋季（提斯利月，即公元10月中至下旬），而緊接的是聖會節。住棚節期後一天便是為期兩天聖會節和西赫托拉節，通常第一天被稱為聖會節，第二天為西赫托拉節。西赫托拉節是在住棚節的後一日，即猶太曆提斯利月第22或24日。

## 學習周期

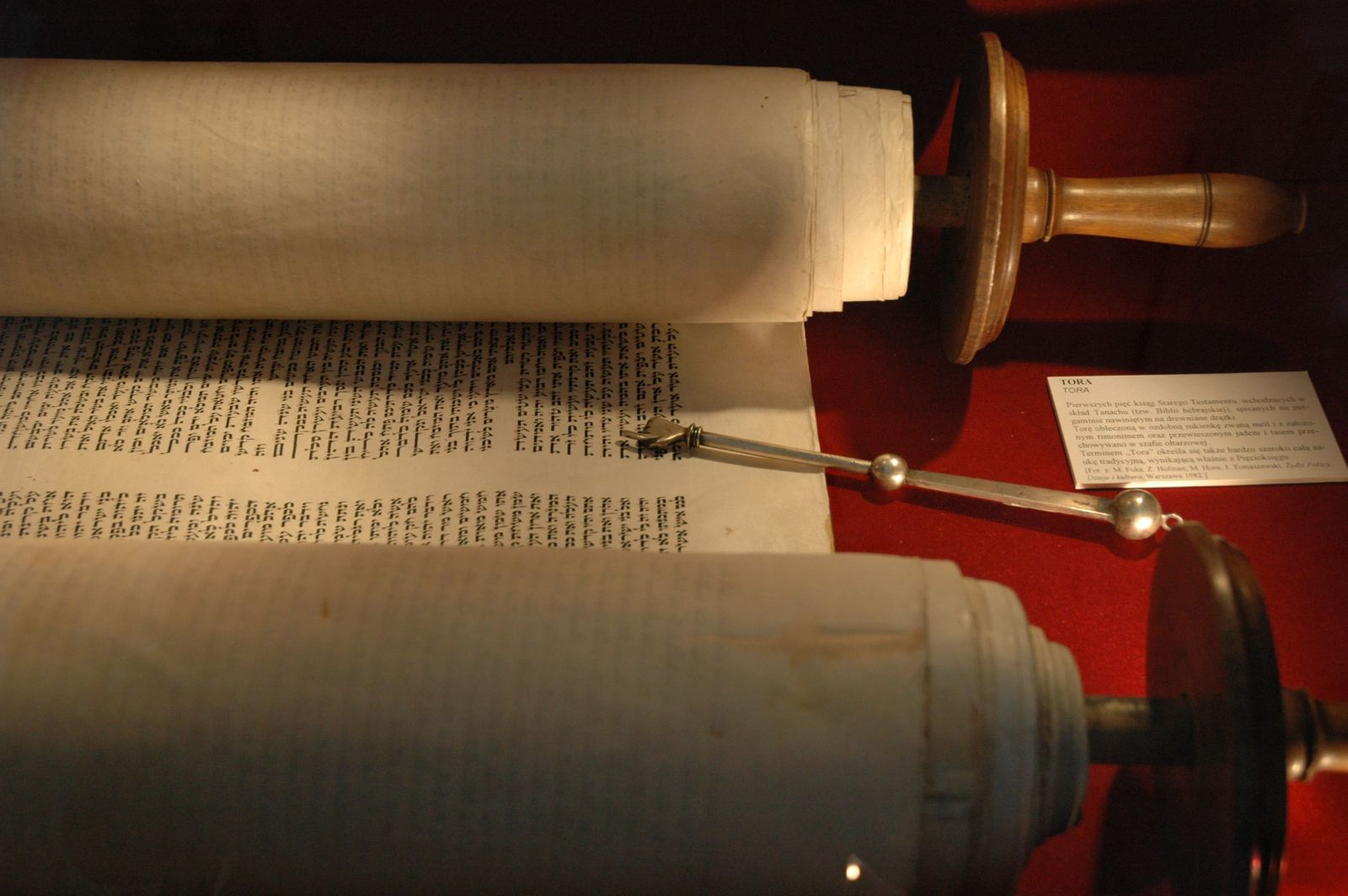
展開的妥拉

猶太人為可以在一年之內完成閱讀整本《妥拉》，於是根據猶太曆將其分為不同的段落，再按編排每日誦讀。利用此安排，一年便可以閱讀完整本《妥拉》。西赫托拉節便是完成誦讀《妥拉》申命記最後一部份的重要日子。為表示對學習《妥拉》的熱忱，信徒在讀完申命記後便隨即開始閱讀《妥拉》的新一循環。簡而言之，西赫托拉節是學習《妥拉》一年的終結，亦同時是學習另一年《妥拉》的開始。

## 節慶活動
西赫托拉節是喜慶節日，猶太人會在當日到猶太會堂參加慶祝儀式。傳統上男女老少都會唱著歌到猶太會堂，然後隆重地取出在約櫃的《妥拉》，拿在手中圍繞猶太會堂唱歌和跳舞走七圈。會眾除了在會堂唱歌跳舞，還會抽點未成年男孩子在誦經台誦讀經文。晚餐時，信徒會點起假日蠟燭，通過祝禱(kiddush)或餐酒前祝禱重申上帝過往給猶太人的「歡樂時光」。
在以色列，信徒除會在猶太會堂慶祝，且會在城市廣場歡慶，拿著《妥拉》在街道上起舞。在美國，猶太人會拿著《妥拉》在猶太會堂跳舞及派發印有西赫托拉節節的小旗給兒童，讓他們在社區中四處走遊。